# リーガルV〜元弁護士・小鳥遊翔子〜
『リーガルV〜元弁護士・小鳥遊翔子〜』（リーガルブイ もとべんごし たかなししょうこ）は、テレビ朝日系木曜ドラマ枠で2018年10月11日から同年12月13日まで放送されたテレビドラマである。主演は米倉涼子。

## あらすじ
大手法律事務所「Felix & Temma法律事務所」に勤務していた弁護士・小鳥遊翔子。しかし、翔子はある理由から弁護士資格剥奪という処罰を受けてしまう。弁護士資格を失った翔子は、弁護士資格があるにもかかわらず全く実務経験のない大学教授を代表弁護士として誘い出し、法律事務所を開かせる。翔子は管理人となるが、弁護士資格がないことを口実に元女性銀行員、元警備員といった服役経験者、クラブのホストといった曲者ぞろいの人物たちをパラリーガルとして雇い、さらには自殺事件を解明しようとした若手弁護士や翔子の後をつけてしまった縁で事務所の一員となった京極の教え子で元エリート検事である弁護士を誘い、強引なやり方でこき使っていく。民事訴訟で厄介な案件が次々と舞い込む中、翔子はかつて所属していたFelix & Temma法律事務所と対峙してくことになる。果たして弱小法律事務所=京極法律事務所は圧倒的な力を誇るFelix & Temma法律事務所に勝つという奇跡を起こすことができるのか。

## 登場人物

### 京極法律事務所
小鳥遊翔子（たかなし しょうこ）
演 - 米倉涼子
本作品の主人公。「京極法律事務所」の管理人。かつては大手法律事務所「Felix & Temma法律事務所」に所属していた弁護士であったが、とある理由から弁護士資格を剥奪される。その後、弁護士資格があるのに実務経験がない元大学教授を代表弁護士として招聘し、弁護士事務所「京極法律事務所」を開かせる。自身はその管理人となるが、弁護士資格がないのを楯にして自らは動こうとせず、自ら誘い出した弁護士やパラリーガルをこき使う。その反面、法律を利用して悪事を働かせる者や法律に甘えようと画策する者を決して許さない正義感を持っている。様々な黒い噂も飛び交っているが、真相は定かではない。京極たちが携わる裁判が開かれる法廷では傍聴人として必ず法廷におり、証言をする際には弁護側の「証人」として出廷する。
雑誌に何度も取り上げられ、鉄道検定1級に認定されるほどの鉄道マニア。それゆえ、知識が豊富で、それが法廷で証言する際役に立っている。事務所の自室に多くの鉄道グッズを持ち込んでいる。また駅弁を始めとする食べ物の話題も大好きである。
中学校を卒業する間際に父親が投資詐欺に遭い全財産を失い、母親と共に夜逃げしたという過去がある。
第8話で後述の守屋が起こした事件の真相を暴くため、弁護士資格剥奪に対する損害賠償として1円の慰謝料を求めて天馬を提訴した。
青島圭太（あおしま けいた）
演 - 林遣都
「京極法律事務所」の弁護士。翔子からは「ポチ」、事務所の他の面々や有希には「ポチ君」と呼ばれる。極度のあがり症で、「Felix & Temma法律事務所」を受ける際には面接で失敗した経緯がある。その後は中規模の弁護士事務所で働いていたが、翔子に誘われて京極法律事務所で働くことになる。初心を忘れず、個人の心に寄り添おうとする実直さを評価され翔子にスカウトされるも、その性格が災いして法廷などでの駆け引きに弱く、敗訴が続く。基本的にネガティブで、自分は弁護士に向いていないのではとの自己嫌悪に陥りつつあったが、翔子とともに数々の事件を扱っていく中で成長する。
馬場雄一（ばば ゆういち）
演 - 荒川良々
「京極法律事務所」のパラリーガル。警備員であったが、2年前に同じ警備会社に勤務する部下からストーカー被害を訴えられて服役した。尾行調査が得意であるが、興味あるものに集中してしまうと周りが見えなくなってしまうという難癖がある。
伊藤理恵（いとう りえ）
演 - 安達祐実
「京極法律事務所」のパラリーガル。元銀行員であったが、好きになってしまった男のために1億円を横領した容疑で3年間服役していた。情に脆いのが難点ではあるが、仕事が丁寧である。日商簿記検定3級や証券外務員2種など様々な資格を持っている。ケチで金の管理が得意なのが買われて、事務所の金庫番を任される。
第6話で「ローズブライダル」に潜入調査を行い、第7話で法廷で証言をした際、前述の理由から海崎に信憑性を疑われたが、勇気を持って「ローズブライダル」の悪行を指摘し、後述の高市や一旦は原告団から抜けるなどした男性たちが原告団に加わるきっかけを作った。
最終回では「Felix & Temma」の差し金により、雅彦と共に逮捕されてしまう。
茅野明（かやの あきら）
演 - 三浦翔平
「京極法律事務所」のパラリーガルとして勤務する傍ら、現役のホストとしても働いている。翔子を「姐さん」と呼ぶ。性格はそれなりに良いが、少し間抜けな面がある。ホストクラブで翔子と出会ったことで意気投合し、「京極法律事務所」で働くことになる。人懐っこい性格からか、聞き込みが得意ではあるが、間抜けな性格が災いして難しい話を聞くのが苦手である。
大鷹高志（おおたか たかし）
演 - 勝村政信
弁護士であるが、以前は特捜部に配属されたこともある元エリート検事（いわゆる「ヤメ検」）。検事時代、当時弁護士をしていた翔子に完膚なきまでに打ちのめされた苦い経験を持つ。弁護士にはなったものの、上から目線の悪い性格とプライドの高さが災いして、客からの依頼が全く来ないのが悩み。大学時代の恩師である京極雅彦を誘った翔子を尾行していくうちに、「京極法律事務所」に関わるようになり、第3話で正式に所属となる。
京極雅彦（きょうごく まさひこ）
演 - 高橋英樹
「京極法律事務所」の代表弁護士。
法学者として大学教授を務め、法律学教授経験者に対する認定制度における弁護士資格を持ってはいるが、実質的な実務経験は全くない「ペーパー弁護士」（知識は豊富だが少々浮かれ気味）。
教授の職を退いた後、見た目の貫禄を買われて翔子に半ば誘惑される形で代表弁護士となる（が、実質上は翔子に実権を握られている）。
独身。日商簿記検定1級など無駄に多数の資格を保有しており、時にはそれが役に立っている。失態が起こる度に「痛恨の極み」と言うのが口癖。

### Felix & Temma法律事務所
海崎勇人（かいざき はやと）
演 - 向井理
「Felix & Temma法律事務所」のエース弁護士で、翔子の元同僚。かつては翔子の恋人。異常なほどの上昇志向者でプライドも高く、裁判における自分の戦略には絶対の自信を持っている。そのため、裁判に勝つためならば違法な手段を講じることも厭わない。代表弁護士・天馬の右腕とも云うべき存在である。翔子からは「大企業の番犬」と揶揄される。
最終話で天馬の過去の悪事を法廷にて暴露、追い落としに成功し、後釜の代表弁護士に就任、事務所の名称も「Felix & Kaizaki法律事務所」と変更する。
白鳥美奈子（しらとり みなこ）
演 - 菜々緒
「Felix & Temma法律事務所」のアソシエイト弁護士で、海崎の下で働いている。物腰は柔らかいが、いずれはパートナー弁護士になり、トップを勝ち取ろうと目論んでいる野心家である。様々な手段を講じて、代表弁護士・天馬とも取引できる卓越した能力も持ち合わせている。
1年前に「ローズブライダル」に登録していた事件被害者の一人で、会員番号は770番。和解成立の後、なかなか謝罪しない相田に土下座をさせた。
プライドが高く、元同僚の翔子に対しては法律家として、女として、ライバル心を露にし、事あるごとに冷淡な表情で対峙する。
中沢淳美（なかざわ あつみ）
演 - 宮本茉由
「Felix & Temma法律事務所」の所長・天馬の秘書。天馬の指示を受け、翔子の調査をしている。
天馬からは気に入らないことがあると飲んでいたワインを体に浴びせられるなど、ひどい仕打ちを受けている。
最終話で記者たちに囲まれながら警察に連行され事務所を出る天馬に対し、これまでの仕返しに手にしたグラスのワインを顔面に浴びせ、礼を述べ、去って行く。
天馬壮一郎（てんま そういちろう）
演 - 小日向文世
「Felix & Temma法律事務所」の代表弁護士で元検事。翔子の元上司であり、弁護士会会長も務める大物で、法曹界全体はもとより裏の世界にもに人脈を持つ。人情派弁護士として知られてはいるが、海崎同様に勝つためならば如何なる手段を講じることも厭わない非情な性格の持ち主でもある。かつては翔子のことを高く買っていたが、現在ではその存在を疎ましく思っている。
最終話で翔子の弁護士資格剥奪に対する裁判において海崎により法廷で過去の悪事を暴かれ失脚する。

### その他の登場人物
神保有希（じんぼ ゆき）
演 - 内藤理沙
翔子が足繁く通う鉄道バー「あずさ37」の店員。来店するたびに支払いが滞る翔子をたしなめながらも、翔子が来店するのを心待ちにしている。
守屋至（もりや いたる）
演 - 寛一郎（第5話 - 最終話）
翔子が以前、弁護していた青年。殺人事件で9年の実刑判決を受け、刑務所に収容されている。現在は、翔子に依頼された青島に弁護を受けている。
第8話以降では、再審の裁判の様子がドラマで描かれる。最終話では、原告側証人として法廷に立った。
鎧塚平八（よろいづか へいはち）
演 ‐ 勝野洋
劇中の刑事ドラマ『現場百回』の主人公。
最終話で証拠探しをしている翔子と出会い、励ました。

### ゲスト

#### 第1話
安田勉（やすだ つとむ）
演 - 児嶋一哉（アンジャッシュ）
一流企業「君島化学」部長。妻子あり。三島麻央から痴漢の疑いをかけられるが、一貫して無実を主張している。実際は以前から彼を嫉妬していた後述の富樫が彼を失脚させるために三島が冨樫に仕込まれたアルバイトであったことを知り激怒した。
青島からは示談を提案されるが、「自分に嘘はつきたくない」と言って拒否する。
三島麻央（みしま まお）
演 - 山谷花純
就職を間近に控えた大学4年生。
電車内で安田に痴漢されたと訴え、裁判でも、一貫して安田が犯人だと断言する。しかし実際は富樫が嫉妬していた安田を失脚させるために三島に持ちかけた話であり、アルバイト先のクラブに客としてやって来た茅野に「この人痴漢です」と叫ぶ仕事を後述の富樫から50万円で依頼されたと喋る。
クラブでは「すず」という源氏名でアルバイトをしている。
富樫博之（とがし ひろゆき）
演 ‐ 安井順平
「君島化学」社員。一緒に仕事をしている同期の敏腕「エリート」社員・安田に嫉妬していて、彼を失脚させるために麻央に「痴漢なすぎりつけ」のアルバイトをさせた。このことが後に発覚し、解雇されてしまった。
相原守男（あいはら もりお）
演 ‐ 中村育二
「君島化学」常務。会社の保身からか、海崎とともに安田に示談を助言して「冤罪」訴訟を取り下げさせようとしたが、翔子たちの根回しで逆に会社が訴えられることになり、富樫から手を引いた。
片山虎雄（かたやま とらお）
演 ‐ 矢島健一（第3話）
東京地検の検事。大鷹の検事時代の同僚。大鷹に対して「先輩面」して圧迫させるが敗訴して、天馬に切られる。
榎本肇（えのもと はじめ）
演 ‐ 大河内浩（第3話）
裁判長。大鷹が検事のときから裁判官をしており、第1話の裁判時点で、大鷹とは初対面ではなかった。

#### 第2話
永島美鈴（ながしま みすず）
演 - 斉藤由貴
世界的企業「太陽製紙」元取締役。
知性的で奥ゆかしく、気配りも上手な女性。社長にも働きぶりを認められていたが、突然、一部の社員たちからパワーハラスメントを訴えられ、取締役を解任される。
無実を訴え、損害賠償を求めて民事裁判を起こす。
後述の中山茜からパワハラについての謝罪を求められるが拒否し、金銭による解決を選ぶ。
城野優（じょうの ゆう）
演 - 平山浩行
「太陽製紙」生産事業部長。
社内で美鈴とは親しい関係にあった。
美鈴の名誉のために裁判で証言を行うことを約束する。
角野浩紀（かどの ひろき）
演 ‐ 木下政治
「太陽製紙」生産事業課長（美鈴の部下）。
裁判では、美鈴から日常的にパワハラを受けていたと主張する。
松尾潔（まつお きよし）
演 ‐ 六角慎司
「太陽製紙」生産事業係長（美鈴の部下）。
美鈴からパワハラを受けたと主張しており、録音データを提出する。
実は大垣から美鈴を失脚させるために偽装工作の片棒を担がされたが、翔子に弱みを握られて美鈴側の証人となる。
里崎茂（さとざき しげる）
演 ‐ 兒玉宣勝
「太陽製紙」生産事業主任（美鈴の部下）。
裁判では、美鈴は厳しい上司であったこと、日常的にスーツやネクタイの趣味を注意され、体形や容姿まで非難されたこと、2時間密室で叱責され続けたことなどを主張する。
中山茜（なかやま あかね）
演 ‐ 原田佳奈
「太陽製紙」元社員。真岡鐵道の沿線の出身で、SLもおかの車内で翔子に出会う。
実は城野の婚約者で、そのことを妬んだ美鈴からパワハラを受け退職、引きこもりとなっていた。
大松正蔵（だいまつ しょうぞう）
演 ‐ 江藤漢斉
「大松加工」社長。
美鈴が役員を解任された途端、契約を解除されたと証言する。
裁判では被告側の証人として出廷する予定だったが、京極が日程を誤って伝えていたために出廷できなかった。
大垣史郎（おおがき しろう）
演 ‐ 菅原大吉
「太陽製紙」代表取締役専務。違う派閥の美鈴を失脚させるために松尾たちにパワハラ偽装させた。

#### 第3話
浅野洋平（あさの ようへい）
演 - 桐山漣
大鷹が担当した殺人事件の被告人。
蟹江光晴（かにえ みつはる）
演 - 岡本信人
静岡県立浜松高校の教師。浅野の恩師。
蟹江光代（かにえ みつよ）
演 - 原日出子
蟹江の妻。
杉田麻美（すぎた まみ）
演 - 吉木りさ
浜松高校の教師。
島聡美（しま さとみ）
演 ‐ 徳橋みのり
洋平の愛人とされる女性。
真壁修一（まかべ しゅういち）
演 ‐ 村上航
浅野洋平が疑われるきっかけになった写真を投稿。

#### 第4話
峰島玲奈（みねしま れな）
演 - 島崎遥香
峰島恭介会長の妻と名乗る女。旧姓は坂上。元看護師。現在は高級クラブのホステス。
茨城県のとある村の出身（時折訛りが出てしまう）。2年前、検査に訪れた峰島と偶然出会った際に見初められたと主張。
峰島の死亡の4時間前に入籍し、公的な証明書類も持っていた。
峰島恭介（みねしま きょうすけ）
演 - 竜雷太
「峰島興業」会長。物語冒頭時点ですでに死亡している。遺産は100億とも200億とも噂される。
峰島修一（みねしま しゅういち）
演 - 袴田吉彦
峰島の一人息子。現在は「峰島興業」社長。峰島の葬儀の席に突然玲奈が現れ、前述の通り主張し、遺産の相続を要求したため、裁判に訴えた。
貴和子（きわこ）
演 ‐ 芦川よしみ
峰島の前妻。峰島とは2年前に離婚が成立している。
カルロス
演 - ダンテ・カーヴァー
峰島の運転手。
峰島から「国に帰って親孝行するように」と言われたために帰国していた。
彼の証言から峰島の遺言が判明し、玲奈の（峰島によって廃業された）牧場が復活することになった。
米田梅（よねた うめ）
演 ‐ 増子倭文江
峰島の家政婦。玲奈と峰島が暮らし始めてからは長期旅行休暇を言い渡されていた。
裁判では、玲奈と峰島との結婚は有り得なかったと証言。婚姻届の提出については「投薬治療で意識が朦朧としていたこともあった」とも証言する。
貝谷保
演 ‐ 高橋正臣
修一の秘書。
島谷譲（しまたに ゆずる）
演 ‐ 生津徹
「千代田記念病院」医師。峰島の主治医。
横山茂（よこやま しげる）
演 ‐ 瀬戸将哉
峰島の入院仲間および将棋仲間。
裁判では、峰島が修一が見舞いに来ないことを嘆いていたと証言する。
一方、玲奈は朝から見舞いに来ていたことも証言する。
丑松勝（うしまつ まさる）
演 ‐ 神戸浩
玲奈の知り合いの村長。

#### 第5話
武藤正洋（むとう まさひろ）
演 - 戸塚純貴
傷害容疑で起訴された帝国大学の4年生。一審では有罪判決が下されたが、控訴審で、無罪判決が言い渡される。
町村誠（まちむら まこと）
演 - 瀬戸利樹
傷害事件の被害者。帝国大学の4年生で、自らが代表を務める学生ベンチャー企業で成功を収めた天才大学生。ひどい暴行を受けて、全治6カ月の重傷を負った。
ラブホテルの受付嬢
演 - YOU
町村が暴行を受けた現場の近くにある、うらぶれたラブホテルで働く受付嬢。刑事ドラマ『現場百回』のファン。傷害事件の情報提供に協力する。
武藤望（むとう のぞみ）
演 - 片岡礼子
武藤の母。息子が傷害事件で逮捕されてからというもの、無実を信じ続け、アリバイを証明する目撃者を懸命に探し回り、誹謗中傷も受けていた。一審判決後、自殺した。誹謗中傷の件は、「京極法律事務所」がネットに書き込みをした人たちを和解交渉または民事訴訟とし、無事に解決する。
武藤紘一（むとう こういち）
演 - 志垣太郎（第1話）
武藤の父。息子が傷害事件で実刑判決を受け、妻も自殺したことから、弁護を担当していた青島を恨んでいる。
その後、控訴審において無罪となったことから、判決公判後に翔子と青島に謝罪するとともに礼を述べる。
中西仁
演 - 金子大地
武藤と町村の大学の後輩。町村が代表を務める学生ベンチャー企業に所属している。

#### 第6話 - 第7話
相田栞（あいだ しおり）
演 - 東ちづる
高級婚活相談所「ローズブライダル」代表。入会金は30万円もするが、手厚いサポートを売りにして業績を上げている。
婚活がうまくいかなかった場合には相談員らが詰めかけて「反省会」と称し、会員に様々なセミナーに参加するように促して、月額1コース30万円を別料金で支払わせている。
セミナーはもちろん、会員が利用するレストランなどとも癒着している。
塩見一郎（しおみ いちろう）
演 - 矢部太郎
婚活詐欺の被害者。母が生きているうちに孫を見せてあげたい一心で、結婚を焦り、高級婚活相談所「ローズブライダル」に入会した。
藤原夏純に騙され、500万円の価値しかない土地を3000万円で買わされてしまった。
中村可奈（なかむら かな）
演 ‐ 楊原京子
「ローズブライダル」相談員。
藤原夏純（ふじわら かすみ）
演 - 逢沢りな（第6話のみ）
「ローズブライダル」会員。
馬場や塩見、野村など、様々な交際歴があり、正体は六本木のキャバクラ嬢。
塩見に対する結婚詐欺を疑われているが「塩見本人に対して結婚の話題を出したわけではない」「誰でも家が欲しいと思うもの」などと反論してくる。
野村誠也（のむら せいや）
演 - 武井壮（第6話のみ）
「ローズブライダル」の会員（伊藤曰く「かぐわしい体臭が好み」）。
潜入捜査をした伊藤と見合いをしたが、本命の彼女は藤原。
男性講師
演 - 小柳津林太郎（第6話のみ）
「ローズブライダル」のセミナー講座で、話し方講座を担当する講師。
女性講師
演 ‐ 松本圭未（第6話のみ）
「ローズブライダル」のセミナー講座の講師。
高市哲也（たかいち てつや）
演 - 野間口徹（第7話のみ）
コメンテーターとしても活躍する社会学者。フェミニストとして「Me Too」運動を支援しており、国民的好感度も高い。
1年前に結婚したが、過去に「ローズブライダル」に騙された過去がある。
公判後に翔子たちの前に現れ、原告団に加わることと、そのことを自身のブログで公表したことを告げる。
塩見八重（しおみ やえ）
演 ‐ 岩本多代
一郎の母。 第7話で倒れ、入院してしまう。
内藤望
演 ‐ 黒田大輔（第6話・最終話）
「週刊スコープ」記者。翔子が弁護士資格を失う元となった記事を書いた。
籔谷清文（やぶたに きよふみ）
演 ‐ 高杉亘（第7話のみ）
「ローズブライダル」元副代表。我妻を尾行していた馬場に身分を明かし、京極法律事務所で相田がサクラ会員を使う手口で顧客を騙していたことを京極たちに明かす。
我妻憲史郎（あがつま けんしろう）
演 - 国広富之
国内最大のコンピューター企業「ミカド通信」会長。
「Felix & Temma法律事務所」の最大のクライアント。政財界からも一目置かれている。
尾行していた馬場が偶然撮った画像から相田との関係が露見し、彼女から手を引く。

#### 第8話 - 最終話
大峰聡（おおみね さとし）
演 - 速水もこみち
NPO法人「貧困を救う会」代表。天間の息子。
市瀬徹（いちせ とおる）
演 - 夙川アトム
「貧困を救う会」幹部職員。1年前、守屋に殺害されたと言われたが実際は大峰が天間の指示で守屋に殺害を依頼した。
守屋未久（もりや みく）
演 - 久保田紗友
守屋の妹。
長友英世
演 ‐ 半海一晃
「帝国大學」学長。
花田尊（はなだ たける）
演 ‐ 榊英雄
暴力団「竜桜会」幹部。前述の週刊誌の記事における翔子の相手方。
翔子にある弱みを握られ、法廷で証言をするよう依頼される。
丸山珠美（まるやま たまみ）
演 ‐ どんぐり
現厚生労働大臣。
刑事
演 - 小川彩佳（テレビ朝日アナウンサー）
理恵を取り調べる。

## スタッフ
- 脚本 - 橋本裕志
- 音楽 - 菅野祐悟
- 主題歌 - SEKAI NO OWARI「イルミネーション」（TOY'S FACTORY）[8]
- 企画協力 - 古賀誠一（オスカープロモーション）
- 鉄道監修 - 南田裕介[9]
- エグゼクティブプロデューサー - 内山聖子（テレビ朝日）
- プロデューサー - 大江達樹（テレビ朝日）、峰島あゆみ（テレビ朝日）、霜田一寿（ザ・ワークス）、池田禎子（ザ・ワークス）、大垣一穂（ザ・ワークス）
- 演出 - 田村直己（テレビ朝日）、松田秀知
- 制作協力 - ザ・ワークス
- 制作著作 - テレビ朝日

## 放送日程
| 話数                                                                         | 放送日   | サブタイトル                                        | 演出     | 視聴率 |
| ---------------------------------------------------------------------------- | -------- | --------------------------------------------------- | -------- | ------ |
| 第1話                                                                        | 10月11日 | 痴漢裁判100億円!? 絶対に勝つ女!!                    | 田村直己 | 15.0%  |
| 第2話                                                                        | 10月18日 | 女性役員パワハラ裁判3億円!? 録音データに勝つ!       | 田村直己 | 18.1%  |
| 第3話                                                                        | 10月25日 | 嘘つきな証言者!? 1億の保険金殺人事件に勝つ!         | 松田秀知 | 15.9%  |
| 第4話                                                                        | 11月08日 | 時給25億の花嫁…!? 遺産相続のトリック                | 松田秀知 | 16.5%  |
| 第5話                                                                        | 11月15日 | エリート学生の10億暴行事件!? ポチ一世一代の賭け     | 田村直己 | 15.4%  |
| 第6話                                                                        | 11月22日 | 結婚詐欺3000万!? 法廷に喧嘩を売る女                 | 松田秀知 | 14.4%  |
| 第7話                                                                        | 11月29日 | 集団訴訟27億円!? ミートゥ運動で勝つ!                | 田村直己 | 14.2%  |
| 第8話                                                                        | 12月06日 | 最終章! 資格のない女VS弁護士会のドン!?              | 松田秀知 | 13.4%  |
| 最終話                                                                       | 12月13日 | さらば! 元弁護士… 衝撃の最終法廷は1円の大逆転勝利!! | 田村直己 | 17.6%  |
| 平均視聴率 15.6%（視聴率はビデオリサーチ調べ、関東地区・世帯・リアルタイム） |          |                                                     |          |        |

- 11月1日は当初放送予定だったが、『プロ野球SMBC日本シリーズ2018第5戦・ソフトバンク×広島』（18時34分 - 21時54分、当初予定より57分延長）のため、休止[12][注 8]。